# Ермолаевка (Кемеровская область)
Ермола́евка — упразднённая деревня в Гурьевском районе Кемеровской области. Входила в состав Сосновского сельсовета.

## История
Во времена Российской империи — заимка в составе Салаирской волости Кузнецкого уезда Томской губернии. Официально называлась Ермолаевская.
Во времена СССР — деревня Кочкуровского (до 1962 года), а затем — Сосновского сельсовета.
В 1963 году вошла в состав Беловского района.
Постановлением Кемеровского облисполкома № 238 от 17 мая 1978 года деревня Ермолаевка была упразднена и исключена из списка учётных данных.
В деревне были отделение совхоза, начальная школа.

## География
Деревня Ермолаевка была расположена в западной части Гурьевского района, в 1-м километре от автодороги 32Р-43 Кузбасс — Алтай.
В настоящее время территория бывшей деревни расположена на землях сельхозназначения находящихся в частной собственности.
Центральная часть бывшего населённого пункта расположена на высоте 357 метров над уровнем моря.

## Население
По данным Всероссийской переписи населения 1920 года в Ермолаевке числилось 39 дворов и 218 жителей.
В 1968 году в деревне проживало 232 жителя, имелось 70 хозяйств.
В настоящее время население полностью отсутствует.